# Берлепш, Ганс фон
Ганс Герман Карл Людвиг фон Берлепш (нем. Hans Hermann Carl Ludwig von Berlepsch; 29 июля 1850, Фаренбах — 27 февраля 1915) — немецкий орнитолог.
Берлепш изучал зоологию в Университете Галле. Он использовал унаследованное имущество для поддержки собирателей птиц в Южной Америке, в том числе Германа фон Иеринга.
Его коллекция, насчитывавшая 55 000 птиц, после его смерти была продана Музею естествознания имени Зенкенберга во Франкфурте-на-Майне. В честь него названы многие виды птиц: паротия Берлепша (Parotia berlepschi), тинаму Берлепша (Crypturellus berlepschi), берлепшева лесная звезда (Chaetocercus berlepschi) и род птиц Berlepschia (пальмолазы).

## Труды
- Der gesamte Vogelschutz: seine Begründung und Ausführung. 9., verm. und verb. Auflage. Halle, Saale: Gesenius, 1904